# Canetra
Canetra è una frazione del comune di Castel Sant'Angelo, in provincia di Rieti nel Lazio. Con circa 350 abitanti, è la seconda frazione più popolosa del comune.
Il toponimo è derivante dal termine dialettale dato alle doline, definite canetre o canetroni.

## Monumenti e luoghi d'interesse
Nella frazione trovano luogo alcune strutture amministrative, come la sede comunale, la scuola dell'infanzia, la scuola primaria e il cimitero comunale. 
Nella stessa si trovano anche il Lago dei Cigni, con il monumento ad Antonio Gramsci e l'omonima piazza, e la chiesa parrocchiale (origine XVI secolo), consacrata a San Biagio nel 1879.
Sono inoltre presenti alcuni tratti dell'antica Via Salaria, nonché edifici risalenti al XVI secolo nel piccolo centro storico.

## Infrastrutture e trasporti

### Strade
Canetra è posta lungo la Strada statale 4, che ripercorre in gran parte l'antica Via Salaria.

### Ferrovie
Nel suo territorio si trova la stazione di Canetra, entrata in servizio nel 1938, e la galleria Sebastiano, facenti parte della linea Terni-Rieti-L'Aquila-Sulmona.